# 川崎市立さくら小学校
川崎市立さくら小学校（かわさきしりつ さくらしょうがっこう）は、神奈川県川崎市川崎区にある公立小学校。

## 概要
本校は、児童数の減少により、閉校した桜本小学校と東桜本小学校を統合して開校した小学校である。

## 沿革
- 2010年（平成22年）4月1日 - 開校。開校当初の4月から2年間、旧東桜本小学校校舎を仮校舎として使用、この間に旧桜本小学校校舎の校舎を新築・改修し2012年に現校地へ移転した[1]。

## 学校教育目標
- ○心やさしい子
- ○進んで勉強する子
- ○明るく元気な子

## 校区
出典
- 浅野町（全域）
- 池上新町1丁目（全域）
- 池上町（全域）
- 桜本1丁目（全域）
- 桜本2丁目（全域）
- 浜町3丁目（全域）
- 浜町4丁目（全域）
- 藤崎4丁目（19番～33番）

## 進学先中学校
出典
- 川崎市立桜本中学校

## 交通アクセス
- 川崎市営バス川40で、桜本バス停下車後、約750m・約12分。

## 周辺
- 川崎市立さくら小学校わくわくプラザ - 同一建物内
- 社会福祉法人青丘社桜本保育園 - 敷地が隣接
- 桜本老人いこいの家
- 桜川公園
  - 公園管理事務所
- ライフ川崎桜本店
- 川崎教会
- 川崎協同病院